# كوفاكتور أورا
كوفاكتور أورا (بالإنجليزية: Cofactor Ora)‏ هي قاعدة المعرفة للنطق يمكن لأي مستخدم تعديل. يتيح الموقع للمستخدمين بتحديد كيفية نطق أسمائهم.